# Haderslev Voetbalstadion
Het Haderslev Voetbalstadion (ook Sydbank Park genoemd) is een multifunctioneel stadion in Haderslev, een stad in Denemarken. 
Het stadion werd gebouwd en geopend in 2001. In het stadion was aan één kant een tribune gebouwd waar zitplaatsen zijn. In 2013 kwam daar een tweede trinbue met zitplaatsen bij. In dat jaar promoveerde de thuisclub naar een hogere divisie. Ook tussen 2018 en 2019 kwam er een uitbreiding en in diezelfde periode werd een dak geplaatst op de tribunes aan de noord- en zuidzijde. Er kunnen ruim 5.000 toeschouwers zitten. In totaal is er plaats voor ruim 10.000 toeschouwers. Het record aantal toeschouwers werd bereikt op 16 oktober 2005, in de wedstrijd tussen SønderjyskE en Brøndby IF waren 8.302 mensen aanwezig.
Het stadion wordt vooral gebruikt voor voetbalwedstrijden, het is de thuishaven van Sønderjyske Fodbold.

## Afbeeldingen

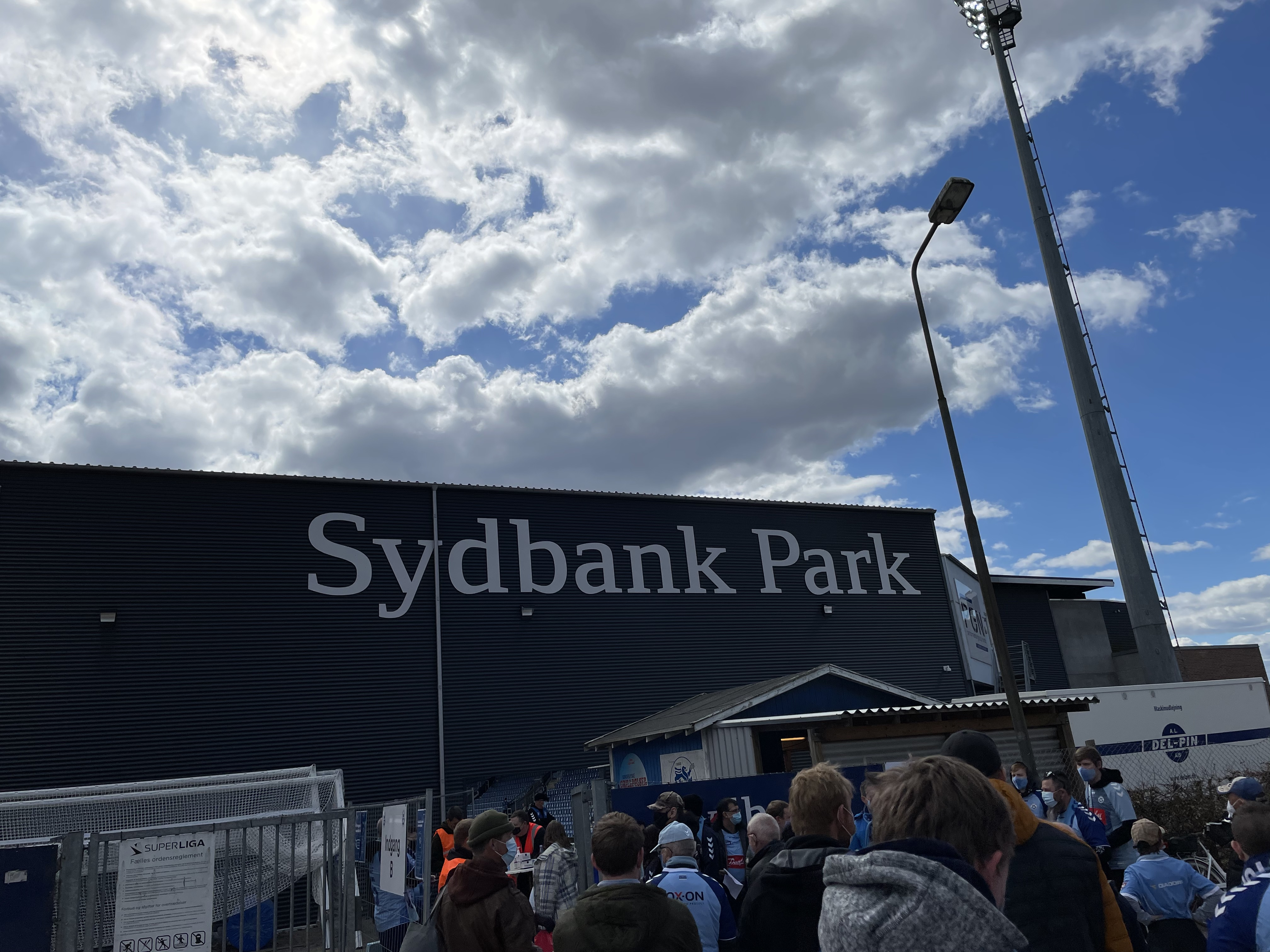
Voorkant van het stadion, foto gemaakt in 2021.
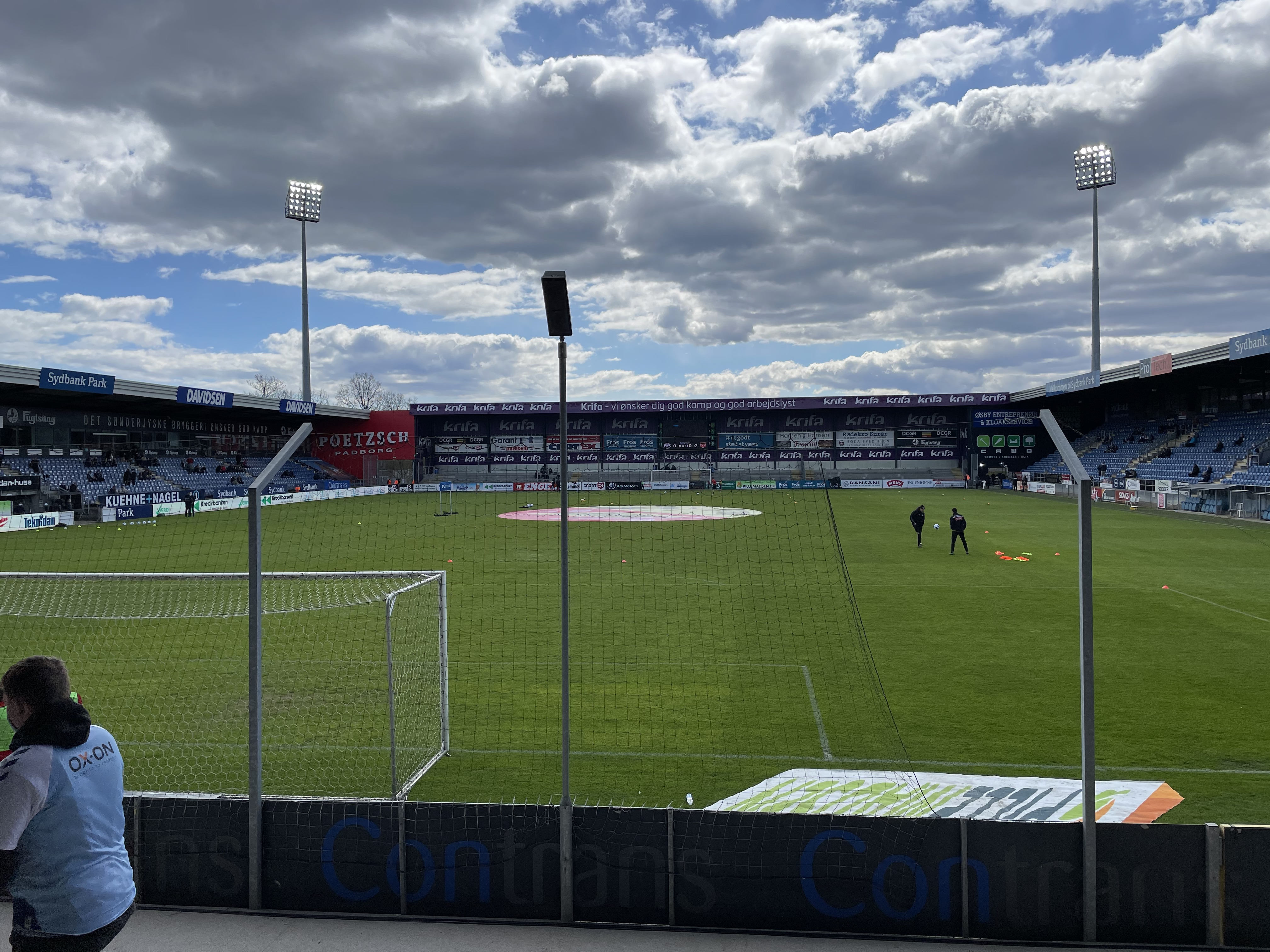
Foto gemaakt vanuit de noordzijde, gemaakt in 2021.
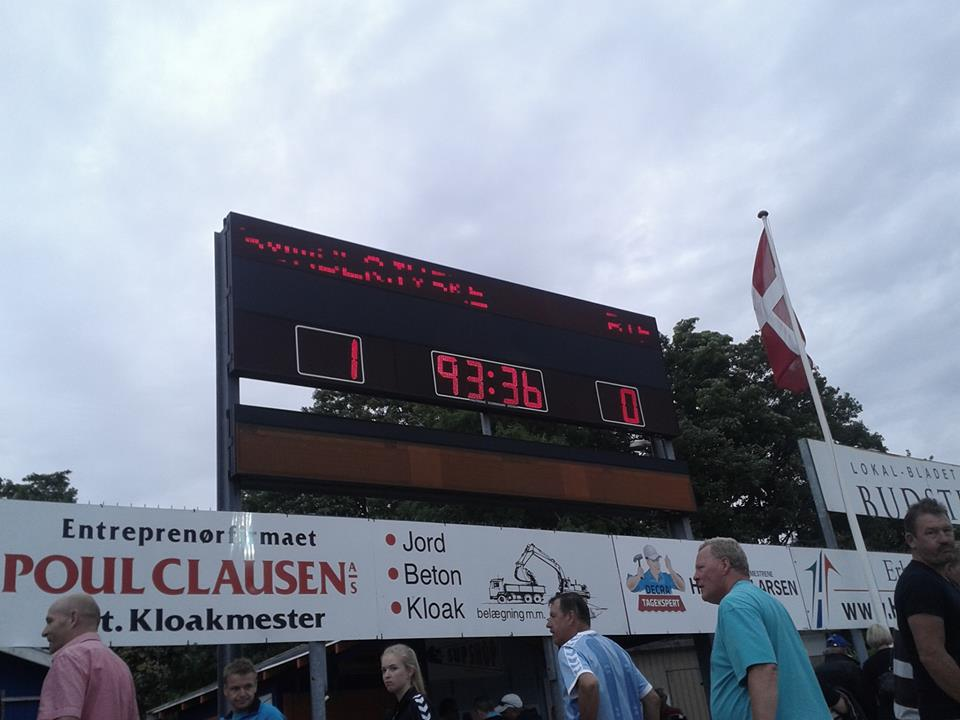
Scorebord, foto gemaakt in 2013.
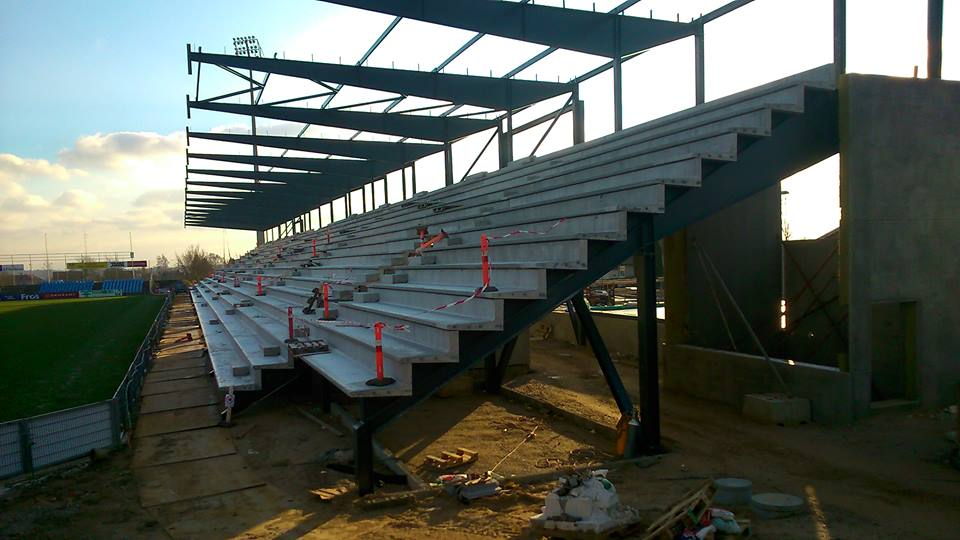
Deel van de tribune, foto gemaakt in 2014.